# 뇌졸중
뇌졸중(腦卒中, 영어: stroke 또는 brain attack, 문화어: 뇌졸증, 腦卒症) 또는 뇌혈관 사고(cerebrovascular accident, CVA)는 뇌혈류 이상으로 인해 갑작스레 유발된 국소적인 신경학적 결손 증상을 통칭하는 말이다. 뇌졸증은 증상에 대한 용어로서, 의학적인 질병으로 칭할 때에는 뇌혈관 질환(腦血管疾患, cerebrovascular accident, 줄여서 CVA)이라고 한다. 미국에서는 cerebrovascular stroke라고 한다. 한의학적인 표현을 빌려, 흔히 중풍(中風)이라고 부르기도 하지만, 중풍이라는 말은 좀 더 광의의 표현이다. 뇌졸증은 크게 뇌경색과 뇌출혈로 분류된다.
뇌는 몸 전체에서 무게로는 체중의 2%만 차지하지만, 뇌로 가는 혈류량은 심박출량의 15%나 되고, 산소 소모량은 몸 전체 산소 소모량의 20%나 된다. 게다가 뇌는 에너지원으로 포도당만을 사용하므로 에너지 공급이 잠시만 중단되어도 쉽게 괴사가 일어난다. 따라서 뇌혈류의 이상은 뇌손상과 밀접한 관련이 있다.
대한뇌졸증학회에서는 뇌졸증 환자를 대상으로 한 조사에서 환자의 98%가 편측마비(hemiplegia), 언어장애, 시각장애, 어지럼증, 심한 두통 때문에 병원을 찾는다고 밝혔다. 또한, 3시간 이내에 병원을 찾아야 막힌 혈관을 뚫거나 뇌경색으로 진행되지 않도록 할 수 있다고 덧붙였다. 혈전용해제는 뇌졸증 증상이 최초 발생한 이후 3시간 이내에 인체에 투여될 때, 뇌세포의 괴사를 최소한으로 막을 수 있고, 뇌출혈 등의 부작용을 줄이면서 효과가 극대화 될 수 있으므로 이를 '골든타임'이라고 부른다. 따라서 CT, MRI 촬영과 진단에 걸리는 시간 등을 고려하여, 60분 이내에 종합병원 응급실에 가급적 도착할 수 있도록 해야한다. 그래야지 적절한 혈전용해제 치료를 기대 할 수 있다.
뇌졸증은 뇌경색,뇌출혈로 분류된다.
그중에서도 뇌출혈이 급사의 위험이 크다.
<출처:EBS 명의>
예를 들어 100명의 뇌출혈 환자가 발생했다고 보자.
30명은 그 자리에서 즉사한다.
또 다른 30명은 병원 이송 중 사망.
20명은 치료를 잘 받았지만, 재출혈로 사망한다.
결국 병원에서 나오는 사람은 단 20명.
특히 뇌출혈은 고혈압 환자에게서 더 많이 발생한다.
뇌경색은
증상이 보통 말이 어눌어진다거나, 편측마비, 힘이 풀림 등으로 나타나지만, 편측마비나 힘이 풀리는 것은 한쪽으로만 나타난다.

## 역학
미국의 경우 뇌졸중은 사망률로서 전체의 3위를 차지하고 있으며, 신체 장애의 첫 번째 원인으로 꼽히고 있다. 뇌졸중 환자의 약 20% 정도는 3개월 이상의 장기 입원 치료를 요하며, 15~30%는 영구적인 장애를 갖게 된다. 그러나 처치 기술의 발달로 사망률은 계속해서 감소하고 있는 추세이다.

## 기전
뇌혈류의 차단으로 인해 뇌세포 활동에 필요한 에너지가 부족해지면, 뇌세포에서는 이온 펌프의 중단으로 인해 뇌세포막의 탈분극이 유발되고, 무기 대사가 촉진된다.
뇌세포막의 탈분극은 다량의 신경전달물질을 방출하며, 이들이 산화되면서 독성을 가진 자유 라디칼이 생산되어 독성을 발휘한다. 또 한편으로 뇌세포막이 탈분극되면 세포 내로 칼슘 이온이 대량 유입되는데, 이로 인해 지질 분해, 산화 질소 형성, 단백질 분해가 촉진되어 세포 손상을 일으킨다.
한편으로 뇌세포에 무기 대사가 촉진되면, 대사의 산물인 젖산이 세포 내에 축적되는데, 이로 인해 세포질이 산성화되면 철 이온의 유리로 인해 역시 산화 라디칼 형성이 촉진되어 독성이 유발된다.
결국 이러한 기전들로 인한 뇌세포의 손상으로 인해 뇌세포의 대량 괴사가 유발된다.
정상적인 뇌의 혈류량은 100그램당 55밀리리터 정도이다. 만약, 뇌혈류량이 30ml/100g 이하로 떨어지면, 뇌조직이 손상되기 시작한다. 뇌혈류량이 25ml/100g 이하가 되면 뇌세포의 기능 장애가 본격적으로 일어나 뇌파 상에서 뇌세포의 전기적 활성이 사라지는 것을 확인할 수 있으며, 15ml/100g 이하가 되면 뇌세포막 손상이 유발된다. 뇌조직 손상의 속도는 뇌혈류량이 감소할수록 증가한다.

## 위험 인자
뇌졸중의 위험인자는 다양하다. 이를 불변성 인자와 그외의 인자로 나누면 아래와 같다.
- 불변성 인자
  - 고령
  - 남성
  - 뇌졸중의 가족력
  - 아프리카, 아시아계 인종
  - 혈액형 AB형 (출처: NCBI )

- 그외의 인자
  - 일과성 허혈성 발작이나 뇌졸중의 병력
  - 고혈압
  - 관상동맥 협착
  - 당뇨병
  - 흡연
  - 심근 경색, 심방 세동, 울혈성 심부전의 병력
  - 좌심실 부전
  - 과도한 알코올 섭취
  - 혈액학적 이상
  - 혈액응고질환
  - 클라미디아 및 치은염 감염

## 분류

### 뇌경색
뇌경색(cerebral infarction)은 임상적 특징과 여러 진단적 자료에 근거한 TOAST 분류법에 따라 분류한다. TOAST 분류법은 뇌경색을 다음과 같이 5가지로 분류하고 있다.
- 큰 동맥 죽상경화(Large artery atherosclerosis)
- 심장-대동맥 색전(Cardio-aortic embolism)
- 작은 동맥 폐쇄(Small artery occlusion)
- 기타 원인(Other causes)
- 원인 불명(Undetermined causes)

## 예방
뇌졸중은 사망률이 높고, 치료에 많은 비용과 시간이 들어가며, 치료한다고 하여도 장애를 남기기 쉬운 질환이다. 또한 뇌졸중은 치료 후에도 상당수가 재발한다. 따라서 무엇보다도 예방이 중요하다.
예방은 가변적 위험 인자로부터 멀어지는 쪽으로 생활 습관을 바꾸는 것이 원칙이다. 이를테면, 혈압 관리, 금연, 체중 관리, 운동 등이 뇌졸중의 위험인자로부터 피하는 중요한 방법이 될 수 있다.
또한, 심혈관계 질환을 미리 인지하고 치료하고, 혈중 콜레스테롤 농도를 낮추어야 한다. 경동맥 협착과 심방 세동에 대한 검사를 수행하여 이러한 질환으로 인한 뇌졸중을 미연에 방지하는 것이 좋다.
특히 만성적인 수면 부족이나 낮은 수면의 질은 뇌졸중의 가능성을 높이기에, 충분한 수면은 뇌졸중 예방에 도움이 된다.

## 치료

### 급성기 치료
급성기 뇌졸중의 치료는 소위 '6D'로 압축된다. 즉, 뇌졸중 증상을 조기에 발견하고, 환자를 병원에 빨리 이송한다. 그 다음에 응급실에 들어가 응급 치료를 시행하고, 환자의 중증도를 선별하며, 병력 청취, 진찰, 혈액 검사, EKG, 응급 두부 CT로 환자의 데이터를 수집한다. 이를 바탕으로 처치 방법을 결정하며, 필요한 경우 적절한 약물 치료를 한다. 이러한 과정을 통해 환자의 미세 순환을 개선하고, 2차적 손상을 최소화하며, 혈전 확장을 예방하고 혈전 용해 치료를 하며, 합병증을 예방하는 것이 급성기 치료의 내용이다.
- 2차적 손상의 최소화 : 뇌경색에 의한 2차적 손상을 막기 위한 방법으로는 NMDA 수용체 봉쇄제(excitotoxin), 자유 라디칼 포착제(21-aminosteroid, superoxide dismutase), 새포막안정제(ganglioside, steroid), 유전자 조절 요법 등을 사용한다.
- 응급 지지 요법 : 심기능, 혈압, 체액량, 산소, 체온, 혈당 등을 잘 관리하여 환자의 사망과 이환을 낮추어야 한다.
- 혈압 조절 : 혈압이 너무 높으면 출혈 위험이 있지만, 반대로 혈압이 너무 낮으면 뇌혈류의 감소로 뇌손상이 심화될 수 있어 혈압 조절은 논란의 여지가 있다. 그러나, 급성 출혈성 변화, 좌심실 부전, 심근경색, 신부전, 동맥 박리가 있을 경우에는 혈압 조절이 반드시 필요하다. 단, 이 경우에도 평균 동맥압이 130 mmHg를 넘지 않도록 해야 한다.
- 뇌부종의 치료 : 뇌는 두개골이라는 갇힌 공간에 들어 있는 연약한 조직이어서, 뇌부종에 의한 뇌압 상승은 뇌에 치명적 손상을 가할 수 있고, 뇌혈류도 상당한 영향을 받는다. 또한 뇌압 상승에 의한 뇌 헤르니아 역시 치명적이다. 따라서, 수분 섭취 제한, 과호흡 유도, 삼투성 이뇨제 투여, 침대 머리 부분 상승 등을 통해 뇌부종을 강력히 억제해야 한다.

### 항혈전 요법
항혈전 요법은 항혈소판제 투여, 항응고제 투여, 혈전용해제 투여의 세 가지 방법이 있다. 항혈소판제와 항응고제는 더 이상의 혈전 생성을 억제하여 뇌졸중의 악화를 억제하며, 혈전용해제는 혈전을 녹여, 응급 환자의 뇌혈관 재관류를 유도하여 뇌세포의 회복을 촉진한다.

#### 항혈소판제
주로 혈전성 뇌졸중에 사용되며, 아스피린(aspirin), 트리플루살(Triflusal), 티클로피딘(ticlopidine), 클로피도그렐(clopidogrel), 디피리다몰(dipyridamole), GIIb/IIIa 수용체 길항제 등의 약물이 있다.

#### 항응고제
주로 색전성 뇌졸중에 사용되며, 헤파린(heparin), 저분자량 헤파린(low molecular weight heparin, LMWH), 와파린(warfarin) 등의 약물이 있다.

#### 혈전 용해제
허혈 상태에서 뇌세포가 완전히 죽지는 않아, 재관류시 조직의 회복이 가능한 부분을 허혈성 음염(ischemic penumbra)이라고 하며, 혈전 용해제로 혈관을 막는 혈전이 용해되면 이 부분은 회복이 가능하다. 이 부분의 회복을 위해 혈전 용해제를 투여하며, 재관류율은 25~70% 정도로 평가된다. 효과적인 재관류를 위해서는 정맥내 주사(intravenous injection, IV)로 뇌졸중 발생 후 3시간 이내에 조직 타입 플라스미노겐 활성화제(Tissue-type Plasminogen Activator, rt-PA)를 투여한다. 그러나, 뇌졸중 발생 후 3시간 이내에 환자가 병원에 도착하는 경우가 많지 않아 효과가 크지는 못하다. 매우 제한적인 경우에 한해 동맥내 주사(intraarterial injection, IA)로 유로키나제(urokinase)를 투여하는 방법이 6시간까지는 효과가 있다고 알려져 있다.
혈전 용해제는 출혈의 위험성을 높이므로 초선택적 혈관조영술로 출혈의 위험을 검사해야 한다. 혈관 용해제를 부적절하게 사용할 경우 혈관을 막던 색전이 떨어져 갑작스럽게 혈관 내압이 높아지면서 혈관 내피층이 손상될 수 있고, 이로 인해 경색된 부위에 출혈이 생기는 출혈성 변환(hemorrhagic transformation) 현상이 유발될 수 있다.

## 같이 보기
- 뇌혈관 질환